# 904-es busz (Pécs)
A pécsi 904-es jelzésű autóbusz egy megszűnt éjszakai autóbuszvonal, mely 1999 és 2008 között közlekedett a Belváros – Megyer – Uránváros – Belváros útvonalon, menetrend szerint minden nap 0.45-kor. 
Útvonala az Árkád és Aidinger J. u. között azonos a 7-es járat útvonalával, az Aidinger János úttól a Megyeri útig az 1-es és 55-ös járatokéval, a Péchy Blanka tér és Uránváros között a 4-es járat útvonalával, majd a Uránvárosból a 21-es járat vonalán közlekedett vissza a Belvárosig.
Ellenkező irányba a 905-ös járat közlekedett.

## Története
A 70-es és 80-as években számos járat közlekedett Uránváros – Belváros, illetve Nevelési Központ – Belváros viszonylaton, de közvetlen Uránváros – Kertváros vonalon nem. 2008-as megszűnése után átvette a szerepét a 901-es és a 903-as járat.

## Útvonala
A járatok útvonala:
| Árkád – Aidinger János út: | Aidinger János út – Uránváros: | Uránváros – Árkád: |
| --- | --- | --- |
| - Rákóczi út - Szabadság utca - Indóház tér - Vasút utca - Kálvin János utca - Árpád híd - Siklósi út - Maléter Pál út - Aidinger János út | - Nagy Imre út - Megyeri út - Megyeri híd (Tüzér utca) - Péchy Blanka tér - Dr. Veress Endre utca - Esztergár Lajos utca - Páfrány utca - Makay István út - Uránváros, Ürögi fasor | - Uránváros, Ürögi fasor - Makay István út - Páfrány utca - Esztergár Lajos utca - Ybl Miklós utca - Nendtvich Andor utca - Athinay u. - József Attila u. - Nagy Lajos Király útja |